# Bohumír
Bohumír je mužské křestní jméno. Jedná se o slovanský překlad německého jména Gottfried. Jeho význam je obvykle uváděn jako „mír boží“.
Ženským ekvivalentem je Bohumíra. Podobným jménem je Bohumil.
Podle českého kalendáře má svátek 8. listopadu.

## Statistické údaje
Následující tabulka uvádí četnost jména v ČR a pořadí mezi mužskými jmény ve srovnání dvou roků, pro které jsou dostupné údaje MV ČR – lze z ní tedy vysledovat trend v užívání tohoto jména:
| Rok       | Četnost    | Pořadí      |
| 1999      | 6449       | 79.         |
| 2002      | 6137       | 79.         |
| Porovnání | o 312 méně | žádná změna |
| 2006      | 5475       | 85.         |
| 2013      | 4465       | 221.        |

Změna procentního zastoupení tohoto jména mezi žijícími muži v ČR (tj. procentní změna se započítáním celkového úbytku mužů v ČR za sledované tři roky 1999-2002) je -4,1%, což svědčí o poměrně značném poklesu obliby tohoto jména.

## Bohumír v jiných jazycích
- Slovensky: Bohumír
- Slovinsky: Bochmir
- Polsky: Bogumir
- Srbocharvátsky, rusky, bulharsky: Bogomir
- Lužickosrbsky: Bohuměr

## Známí nositelé jména
- Bohumír Brunclík – pracovník Filmového studia Barrandov, tvůrce profese „ruchař“
- Bohumír Šmeral – český politik
- Bohumír Štědroň – český klavírista a hudební vědec